# Kreuzenstein
Zamek Kreuzenstein – położony niedaleko Leobendorfu w Dolnej Austrii. Obecny zamek został wybudowany w latach 1874–1906 na zlecenie Johanna Nepomuka Grafa Wilczka w miejscu dawnego średniowiecznego zamku.

## Historia
Początki zamku, tak jak większości zamków Dolnej Austrii, sięgają XII wieku. W roku 1278 po przegranej króla czeskiego Przemysława Ottokara II w bitwie pod Suchymi Krutami, zamek stał się własnością Habsburgów.
Na zamku Kreuzenstein więziono przywódcę anabaptystów Balthasara Hubmaiera, którego pod fałszywym zarzutem zaaresztowano w 1527 w Waldshut-Tiengen i wydano Austriakom. Ostatecznie spalono go na stosie za herezję, w Wiedniu 10 marca 1528 roku.

## Graf Wilczek
W XIX wieku właścicielem ruin zamku został znany polarnik Graf Wilczek, który postanowił odbudować zamek i prace restauratorskie zlecił architektowi Carlowi Gangolfowi Kayserowi. Celem jednak nie było odbudowanie romańsko-gotyckiego zamku, lecz wybudowanie nowego, który miał powstać z połączenia istniejących średniowiecznych elementów architektonicznych, takich jak mury obronne, wieże oraz fragmenty kaplicy. Obecny zamek jest nową budowlą, która powstała na ruinach średniowiecznego zamku do których dołączono elementy architektoniczne zebrane i przewiezione na miejsce odbudowy przez Grafa Wilczka z całej Europy. Jest to więc kolekcja elementów średniowiecznych z różnych budowli europejskich. Odbudowa trwała 30 lat, a oficjalne otwarcie miało miejsce 6 czerwca 1906 roku, w którym uczestniczył między innymi cesarz Wilhelm II.

## Produkcje filmowe
Zamek był i jest planem filmowym wielu produkcji. W latach siedemdziesiątych kręcono tutaj sceny horrorów oraz filmów pornograficznych. Akcja dwóch odcinków filmu dla dzieci Tom Turbo według książki austriackiego pisarza Thomasa Breziny ma miejsce na zamku Kreuzenstein. Tutaj kręcono również sceny do filmu Trzech Muszkieterów. W roku 2008 ponownie zamek Kreuzenstein stał się planem filmowym. Tym razem nakręcono tutaj sceny do filmu z 2010 roku Season Of The Witch z Nicolasem Cage'em.

## Literatura
- Johann Paukert: Kreuzenstein – Histor.: topograph. Skizze. Wien, 1904
- Alfred Ritter von Walcher (Hrsg.): Burg Kreuzenstein an der Donau. Wien 1914 (Umfangreiches Tafelwerk, enth. einige Ansichten der Burgruine vor dem Wiederaufbau)